# بازیکن سال انجمن نویسندگان فوتبال انگلستان
بازیکن سال انجمن نویسندگان فوتبال انگلستان (انگلیسی: FWA Footballer of the Year) جایزهٔ بهترین بازیکن سال است که انجمن فوتبال‌نویسان انگلستان (FWA)، هر سال به بازیکن منتخب فصل فوتبال انگلستان می‌دهد.
این جایزه از فصل ۴۸–۱۹۴۷ تاکنون در پایان هر فصل به یک بازیکن تعلق می‌گیرد. اولین برندهٔ این عنوان استنلی ماتیوس از بلکپول بود. نه بازیکن بیش از یک بار ابرنده این جایزه شده‌اند که آخرین آن‌ها محمد صلاح است؛ او سومین جایزه‌اش را در پایان فصل ۲۵-۲۰۲۴ دریافت کرد. صلاح و تیری آنری با سه عنوان، بیش از هر بازیکن دیگری فاتح این عنوان شده‌اند. آخرین برندهٔ این جایزه نیز محمد صلاح از باشگاه لیورپول است که به خاطر عملکردش در فصل ۲۵–۲۰۲۴، آن را به دست آورده‌است.
برنده با رای‌گیری از نویسندگان فوتبال و روزنامه‌نگاران انگلیسی (حدود ۴۰۰ نفر) مشخص می‌شود. این جایزه به پیشنهاد چارلی باکن بازیکن سابق تیم ملی فوتبال انگلستان که روزنامه‌نگار شد و یکی از بنیانگذاران انجمن بود، برقرار شد.

## برندگان
این جایزه تاکنون (در پایان سال ۲۰۲۲) به ۶۶ برنده مختلف اهدا شده‌است. این جدول، همچنین برندهٔ دیگر جوایز مهم توسط بازیکنان را در فوتبال انگلستان نشان می‌دهد: بازیکن سال پی‌اف‌ای (PPY)، بازیکن سال از نظر تماشاگران پی‌اف‌ای (FPY)، بهترین بازیکن جوان پی‌اف‌ای (YPY)، بهترین بازیکن فصل لیگ برتر (PPS) و بازیکن سال فدراسیون طرفداران فوتبال (FSF).

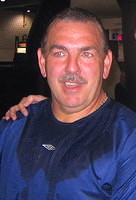
نویل ساوتال برنده سال ۱۹۸۵ آخرین دروازه‌بانی که جایزه را دریافت کرده‌است.

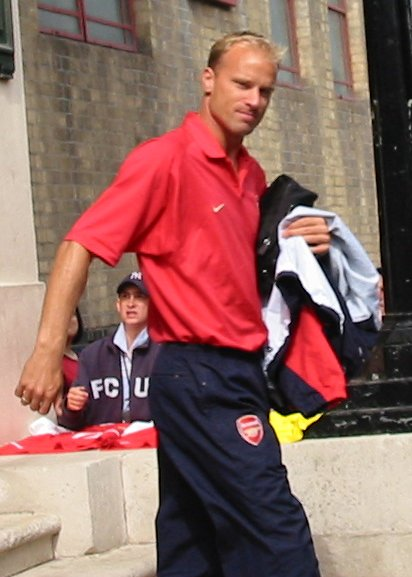
دنیس برکمپ برنده جایزه در فصل ۹۸–۱۹۹۷.

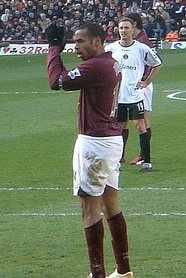
تیری آنری اولین بازیکنی که دو بار پیاپی این عنوان را برنده شد.

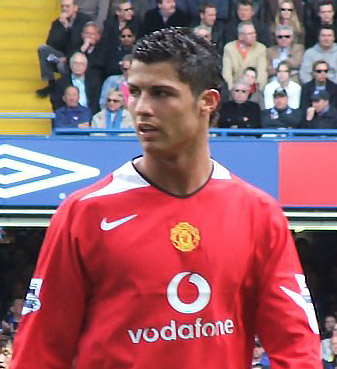
کریستیانو رونالدو فاتح دو عنوان پیاپی ۷–۲۰۰۶ و ۸–۲۰۰۷.

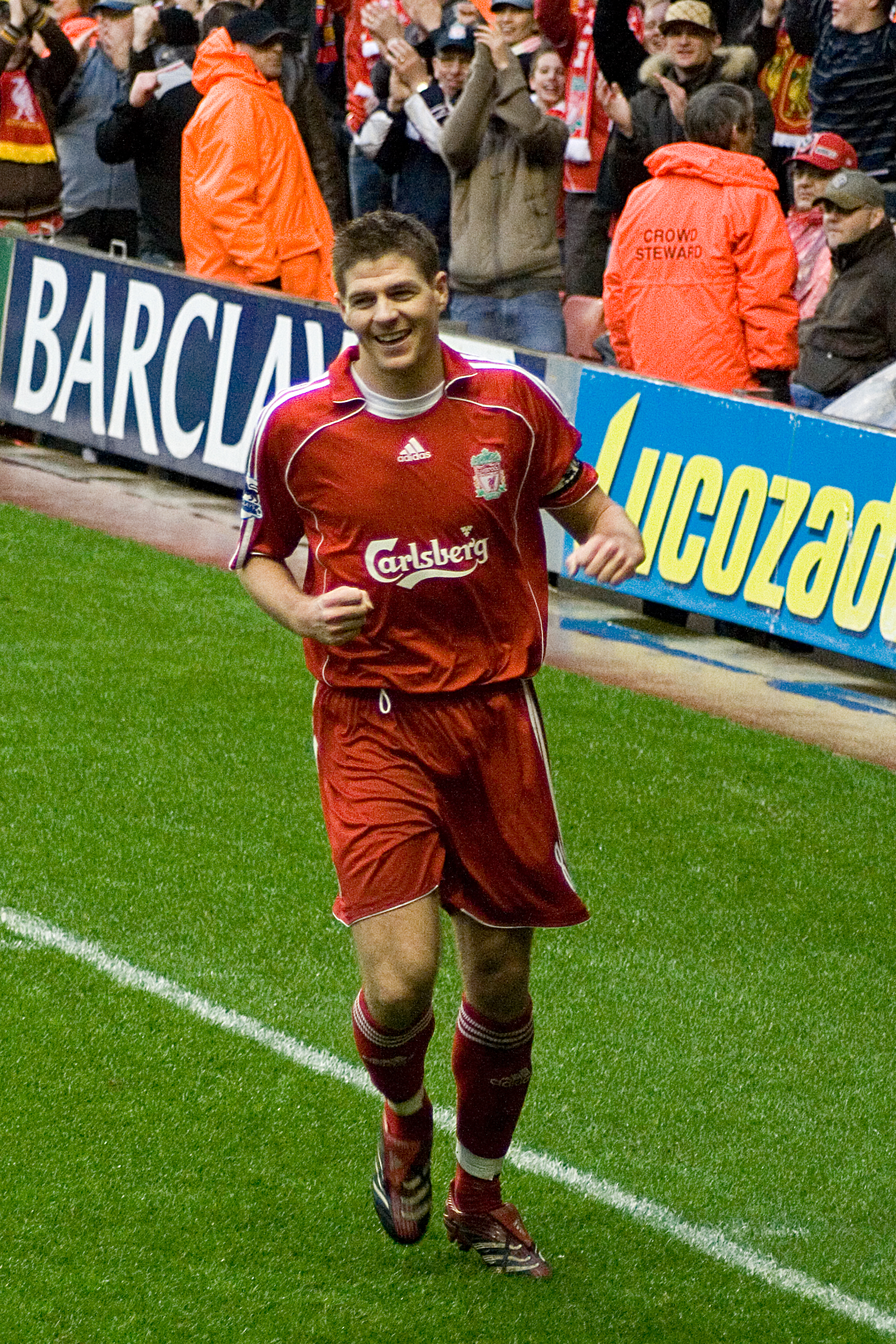
استیون جرارد برنده عنوان در سال ۲۰۰۹ و بعد از ۱۹ سال یک لیورپولی دیگر.

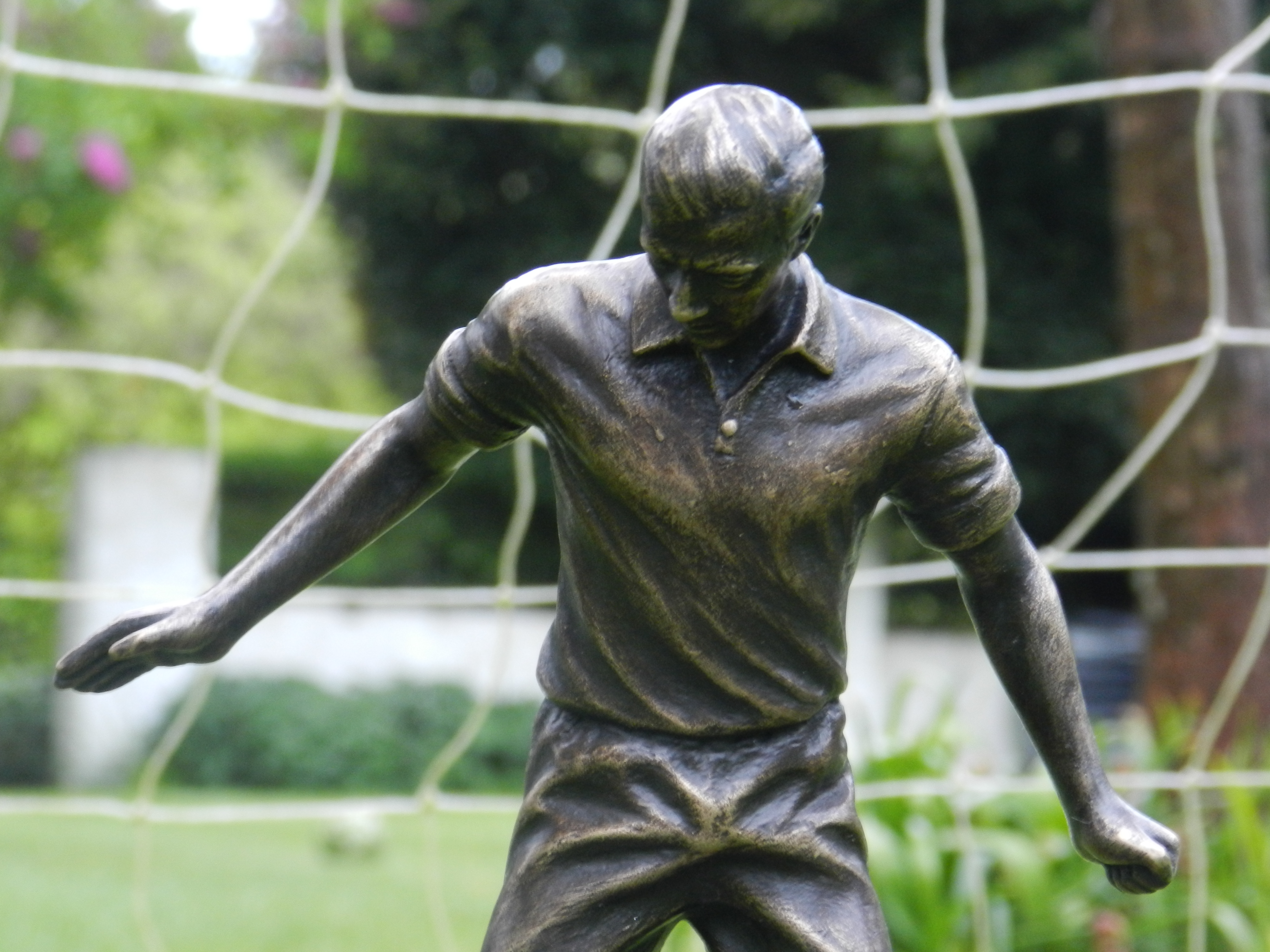
تندیسی که از سال ۲۰۱۵ به برنده اهدا می‌شود.

| فصل       | ملیت                | بازیکن                | باشگاه                 | جایزه دیگر        | توضیحات/منابع  |
| --------- | ------------------- | --------------------- | ---------------------- | ----------------- | -------------- |
| ۱۹۴۷-۴۸   | انگلستان            | استنلی ماتیوس         | بلکپول                 |                   | [ ۱۱ ]         |
| ۱۹۴۸-۴۹   | جمهوری ایرلند       | جانی کری              | منچستر یونایتد         |                   | [ ۱۱ ] [ الف ] |
| ۱۹۴۹-۵۰   | انگلستان            | جو مرکر               | آرسنال                 |                   | [ ۱۱ ]         |
| ۱۹۵۰-۵۱   | انگلستان            | هری جانستون           | بلکپول                 |                   | [ ۱۱ ]         |
| ۱۹۵۱-۵۲   | انگلستان            | بیلی رایت             | ولورهمپتون             |                   | [ ۱۱ ]         |
| ۱۹۵۲-۵۳   | انگلستان            | نت لوفتهوس            | بولتون                 |                   | [ ۱۱ ]         |
| ۱۹۵۳-۵۴   | انگلستان            | تام فینی              | پرستون                 |                   | [ ۱۱ ]         |
| ۱۹۵۴-۵۵   | انگلستان            | دان ریوی              | منچستر سیتی            |                   | [ ۱۱ ]         |
| ۱۹۵۵-۵۶   | آلمان               | برت تراوتمان          | منچستر سیتی            |                   | [ ۱۱ ]         |
| ۱۹۵۶-۵۷   | انگلستان            | تام فینی (۲)          | پرستون                 |                   | [ ۱۱ ] [ ب ]   |
| ۱۹۵۷-۵۸   | ایرلند شمالی        | دنی بلنچ‌فلوور         | تاتنهام                |                   | [ ۱۱ ]         |
| ۱۹۵۸-۵۹   | انگلستان            | سید اوون              | لوتون تاون             |                   | [ ۱۱ ]         |
| ۱۹۵۹-۶۰   | انگلستان            | بیل اسلیتر            | ولورهمپتون             |                   | [ ۱۱ ]         |
| ۱۹۶۰-۶۱   | ایرلند شمالی        | دنی بلنچ‌فلوور (۲)     | تاتنهام                |                   | [ ۱۱ ]         |
| ۱۹۶۱-۶۲   | انگلستان            | جیمی آدامسون          | برنلی                  |                   | [ ۱۱ ]         |
| ۱۹۶۲-۶۳   | انگلستان            | استنلی ماتیوس (۲)     | استوک سیتی             |                   | [ ۱۱ ] [ پ ]   |
| ۱۹۶۳-۶۴   | انگلستان            | بابی مور              | وستهام                 |                   | [ ۱۱ ]         |
| ۱۹۶۴-۶۵   | اسکاتلند            | بابی کالینز           | لیدز یونایتد           |                   | [ ۱۱ ]         |
| ۱۹۶۵-۶۶   | انگلستان            | بابی چارلتون          | منچستر یونایتد         |                   | [ ۱۱ ]         |
| ۱۹۶۶-۶۷   | انگلستان            | جک چارلتون            | لیدز یونایتد           |                   | [ ۱۱ ]         |
| ۱۹۶۷-۶۸   | ایرلند شمالی        | جرج بست               | منچستر یونایتد         |                   | [ ۱۱ ]         |
| ۱۹۶۸-۶۹   | انگلستان · اسکاتلند | تونی بوک دیو مک کی    | منچستر سیتی دربی کانتی |                   | [ ۱۱ ]         |
| ۱۹۶۹-۷۰   | اسکاتلند            | بیلی برمنر            | لیدز یونایتد           |                   | [ ۱۱ ]         |
| ۱۹۷۰-۷۱   | اسکاتلند            | فرانک مک‌لینتک         | آرسنال                 |                   | [ ۱۱ ]         |
| ۱۹۷۱-۷۲   | انگلستان            | گوردون بنکس           | استوک سیتی             |                   | [ ۱۱ ]         |
| ۱۹۷۲-۷۳   | ایرلند شمالی        | پت جنینگز             | تاتنهام                |                   | [ ۱۱ ] [ ت ]   |
| ۱۹۷۳-۷۴   | انگلستان            | ایان کلهن             | لیورپول                |                   | [ ۱۱ ]         |
| ۱۹۷۴-۷۵   | انگلستان            | آلن مولری             | فولام                  |                   | [ ۱۱ ]         |
| ۱۹۷۵-۷۶   | انگلستان            | کوین کیگان            | لیورپول                |                   | [ ۱۱ ]         |
| ۱۹۷۶-۷۷   | انگلستان            | املین هیوز            | لیورپول                |                   | [ ۱۱ ]         |
| ۱۹۷۷-۷۸   | اسکاتلند            | کنی بورنز             | ناتینگهام فارست        |                   | [ ۱۱ ]         |
| ۱۹۷۸-۷۹   | اسکاتلند            | کنی دالگلیش           | لیورپول                |                   | [ ۱۱ ]         |
| ۱۹۷۹-۸۰   | انگلستان            | تری مک‌درموت           | لیورپول                | PPY               | [ ث ] [ ۱۱ ]   |
| ۱۹۸۰-۸۱   | هلند                | فرانس تایسن           | ایپسویچ تاون           |                   | [ ۱۱ ]         |
| ۱۹۸۱-۸۲   | انگلستان            | استیو پریمان          | تاتنهام                |                   | [ ۱۱ ]         |
| ۱۹۸۲-۸۳   | اسکاتلند            | کنی دالگلیش (۲)       | لیورپول                | PPY               | [ ۱۱ ]         |
| ۱۹۸۳-۸۴   | ولز                 | ایان راش              | لیورپول                | PPY               | [ ۱۱ ]         |
| ۱۹۸۴-۸۵   | ولز                 | نویل ساوتال           | اورتون                 |                   | [ ۱۱ ]         |
| ۱۹۸۵-۸۶   | انگلستان            | گری لینکر             | اورتون                 | PPY               | [ ۱۱ ]         |
| ۱۹۸۶-۸۷   | انگلستان            | کلایو آلن             | تاتنهام                | PPY               | [ ۱۱ ]         |
| ۱۹۸۷-۸۸   | انگلستان            | جان بارنز             | لیورپول                | PPY               | [ ۱۱ ]         |
| ۱۹۸۸-۸۹   | اسکاتلند            | استیو نیکول           | لیورپول                |                   | [ ۱۱ ]         |
| ۱۹۸۹-۹۰   | انگلستان            | جان بارنز (۲)         | لیورپول                |                   | [ ۱۱ ]         |
| ۱۹۹۰-۹۱   | اسکاتلند            | گوردون استراکن        | لیدز یونایتد           |                   | [ ۱۱ ]         |
| ۱۹۹۱-۹۲   | انگلستان            | گری لینکر (۲)         | تاتنهام                |                   | [ ۱۱ ]         |
| ۹۳–۱۹۹۲   | انگلستان            | کریس وادل             | شفیلد ونزدی            |                   | [ ۱۱ ]         |
| ۹۴–۱۹۹۳   | انگلستان            | آلن شیرر              | بلکبرن                 |                   | [ ۱۱ ]         |
| ۹۵–۱۹۹۴   | آلمان               | یورگن کلینزمن         | تاتنهام                |                   | [ ۱۱ ]         |
| ۹۶–۱۹۹۵   | فرانسه              | اریک کانتونا          | منچستر یونایتد         |                   | [ ۱۱ ]         |
| ۹۷–۱۹۹۶   | ایتالیا             | جان‌فرانکو زولا        | چلسی                   |                   | [ ۱۱ ]         |
| ۹۸–۱۹۹۷   | هلند                | دنیس برکمپ            | آرسنال                 | PPY               | [ ۱۱ ]         |
| ۹۹–۱۹۹۸   | فرانسه              | دیوید ژینولا          | تاتنهام                | PPY               | [ ۱۱ ]         |
| ۲۰۰۰–۱۹۹۹ | جمهوری ایرلند       | روی کین               | منچستر یونایتد         | PPY               | [ ۱۱ ]         |
| ۰۱–۲۰۰۰   | انگلستان            | تدی شرینگهام          | منچستر یونایتد         | PPY               | [ ۱۱ ]         |
| ۰۲–۲۰۰۱   | فرانسه              | رابرت پیرس            | آرسنال                 |                   | [ ۱۱ ]         |
| ۰۳–۲۰۰۲   | فرانسه              | تیری آنری             | آرسنال                 | PPY, FPY          | [ ۱۱ ]         |
| ۰۴–۲۰۰۳   | فرانسه              | تیری آنری (۲)         | آرسنال                 | PPY, FPY,PPS      | [ ج ] [ ۱۱ ]   |
| ۰۵–۲۰۰۴   | انگلستان            | فرانک لمپارد          | چلسی                   | FPY,PPS           | [ ۱۲ ]         |
| ۰۶–۲۰۰۵   | فرانسه              | تیری آنری (۳)         | آرسنال                 | PPS               | [ چ ] [ ۱۱ ]   |
| ۰۷–۲۰۰۶   | پرتغال              | کریستیانو رونالدو     | منچستر یونایتد         | PPS,PPY, FPY, YPY | [ ح ] [ ۱۱ ]   |
| ۰۸–۲۰۰۷   | پرتغال              | کریستیانو رونالدو (۲) | منچستر یونایتد         | PPS,PPY, FPY      | [ ۱۱ ]         |
| ۰۹–۲۰۰۸   | انگلستان            | استیون جرارد          | لیورپول                | FPY               | [ ۱۳ ]         |
| ۱۰–۲۰۰۹   | انگلستان            | وین رونی              | منچستر یونایتد         | PPS,FPY,PPY       | [ ۱۴ ]         |
| ۱۱–۲۰۱۰   | انگلستان            | اسکات پارکر           | وستهام                 |                   | [ ۱۵ ]         |
| ۱۲–۲۰۱۱   | هلند                | رابین فن پرسی         | آرسنال                 | PPY, FPY          | [ ۱۶ ]         |
| ۱۳–۲۰۱۲   | ولز                 | گرت بیل               | تاتنهام                | PPS,PPY, YPY      | [ ۱۷ ]         |
| ۱۴–۲۰۱۳   | اروگوئه             | لوییس سوارز           | لیورپول                | FSA,PPS,PPY,FPY   | [ ۱۸ ]         |
| ۱۵–۲۰۱۴   | بلژیک               | ادن آزار              | چلسی                   | PPS,PPY           | [ ۱۹ ]         |
| ۱۶–۲۰۱۵   | انگلستان            | جیمی واردی            | لستر سیتی              | PPS               | [ ۲۰ ]         |
| ۱۷–۲۰۱۶   | فرانسه              | انگولو کانته          | چلسی                   | PPY,PPS           | [ ۲۱ ]         |
| ۱۸–۲۰۱۷   | مصر                 | محمد صلاح             | لیورپول                | PPS,PPY, FPY, FSF | [ ۲۲ ]         |
| ۱۹–۲۰۱۸   | انگلستان            | رحیم استرلینگ         | منچستر سیتی            | YPY               | [ ۲۳ ]         |
| ۲۰–۲۰۱۹   | انگلستان            | جوردن هندرسون         | لیورپول                |                   | [ ۲۴ ]         |
| ۲۱–۲۰۲۰   | پرتغال              | روبن دیاز             | منچستر سیتی            | PPS               | [ ۲۵ ]         |
| ۲۲–۲۰۲۱   | مصر                 | محمد صلاح (۲)         | لیورپول                | PPY, FPY          | [ ۲۶ ]         |
| ۲۳–۲۰۲۲   | نروژ                | ارلینگ هالند          | منچستر سیتی            | PPY,PPS           | [ ۲۷ ]         |
| ۲۴–۲۰۲۳   | انگلستان            | فیل فودن              | منچستر سیتی            | PPS               | [ ۲۸ ]         |
| ۲۵–۲۰۲۴   | مصر                 | محمد صلاح (۳)         | لیورپول                | PPY, FPY          | [ ۲۹ ]         |

## تفکیک برندگان

### بر پایه کشور
| کشور          | تعداد برندگان | سال‌ها |
| ------------- | ------------- | --- |
| انگلستان      | ۳۹            | ۱۹۴۷-۴۸، ۱۹۴۹-۵۰، ۱۹۵۰-۵۱، ۱۹۵۱-۵۲، ۱۹۵۲-۵۳، ۱۹۵۳-۵۴، ۱۹۵۴-۵۵، ۱۹۵۶-۵۷، ۱۹۵۸-۵۹، ۱۹۵۹-۶۰، ۱۹۶۱-۶۲، ۱۹۶۲-۶۳، ۱۹۶۳-۶۴، ۱۹۶۵-۶۶، ۱۹۶۶-۶۷، ۱۹۶۸-۶۹‡، ۱۹۷۱-۷۲، ۱۹۷۳-۷۴، ۱۹۷۴-۷۵، ۱۹۷۵-۷۶، ۱۹۷۶-۷۷، ۱۹۷۹-۸۰، ۱۹۸۱-۸۲، ۱۹۸۵-۸۶، ۱۹۸۶-۸۷، ۱۹۸۷-۸۸، ۱۹۸۹-۹۰، ۱۹۹۱-۹۲، ۹۳–۱۹۹۲، ۹۴–۱۹۹۳، ۰۱–۲۰۰۰، ۰۵–۲۰۰۴، ۰۹–۲۰۰۸، ۱۰–۲۰۰۹، ۱۱–۲۰۱۰، ۱۶–۲۰۱۵، ۱۹–۲۰۱۸، ۲۰–۲۰۱۹، ۲۴–۲۰۲۳ |
| اسکاتلند      | ۹             | ۱۹۶۴-۶۵، ۱۹۶۸-۶۹‡، ۱۹۶۹-۷۰، ۱۹۷۰-۷۱، ۱۹۷۷-۷۸، ۱۹۷۸-۷۹، ۱۹۸۲-۸۳، ۱۹۸۸-۸۹، ۱۹۹۰-۹۱ |
| فرانسه        | ۷             | ۹۶–۱۹۹۵، ۹۹–۱۹۹۸، ۰۲–۲۰۰۱، ۰۳–۲۰۰۲، ۰۴–۲۰۰۳، ۰۶–۲۰۰۵، ۱۷–۲۰۱۶ |
| ایرلند شمالی  | ۴             | ۱۹۵۷-۵۸، ۱۹۶۰-۶۱، ۱۹۶۷-۶۸، ۱۹۷۲-۷۳ |
| هلند          | ۳             | ۱۹۸۰-۸۱، ۹۸–۱۹۹۷، ۱۲–۲۰۱۱ |
| ولز           | ۳             | ۱۹۸۳-۸۴، ۱۹۸۴-۸۵، ۱۳–۲۰۱۲ |
| پرتغال        | ۳             | ۰۷–۲۰۰۶، ۰۸–۲۰۰۷، ۲۱–۲۰۲۰ |
| مصر           | ۳             | ۱۸–۲۰۱۷، ۲۲–۲۰۲۱، ۲۵–۲۰۲۴ |
| آلمان         | ۲             | ۱۹۵۵-۵۶، ۹۵–۱۹۹۴ |
| جمهوری ایرلند | ۲             | ۱۹۴۸-۴۹، ۲۰۰۰–۱۹۹۹ |
| ایتالیا       | ۱             | ۹۷–۱۹۹۶ |
| اروگوئه       | ۱             | ۱۴–۲۰۱۳ |
| بلژیک         | ۱             | ۱۵–۲۰۱۴ |
| نروژ          | ۱             | ۲۳–۲۰۲۲ |

‡ — دو برنده داشت.

### بر پایه باشگاه
| باشگاه          | تعداد برندگان | سال‌ها |
| --------------- | ------------- | --- |
| لیورپول         | ۱۵            | ۱۹۷۳-۷۴، ۱۹۷۵-۷۶، ۱۹۷۶-۷۷، ۱۹۷۸-۷۹، ۱۹۷۹-۸۰، ۱۹۸۲-۸۳، ۱۹۸۳-۸۴، ۱۹۸۷-۸۸، ۱۹۸۸-۸۹، ۱۹۸۹-۹۰، ۰۹–۲۰۰۸، ۱۴–۲۰۱۳، ۱۸–۲۰۱۷، ۲۰–۲۰۱۹، ۲۲–۲۰۲۱، ۲۵–۲۰۲۴ |
| منچستر یونایتد  | ۹             | ۱۹۴۸-۴۹، ۱۹۶۵-۶۶، ۱۹۶۷-۶۸، ۹۶–۱۹۹۵، ۲۰۰۰–۱۹۹۹، ۰۱–۲۰۰۰، ۰۷–۲۰۰۶، ۰۸–۲۰۰۷، ۱۰–۲۰۰۹                                                              |
| تاتنهام         | ۹             | ۱۹۵۷-۵۸، ۱۹۶۰-۶۱، ۱۹۷۲-۷۳، ۱۹۸۱-۸۲، ۱۹۸۶-۸۷، ۱۹۹۱-۹۲، ۹۵–۱۹۹۴، ۹۹–۱۹۹۸، ۱۳–۲۰۱۲                                                                |
| آرسنال          | ۸             | ۱۹۴۹-۵۰، ۱۹۷۰-۷۱، ۹۸–۱۹۹۷، ۰۲–۲۰۰۱، ۰۳–۲۰۰۲، ۰۴–۲۰۰۳، ۰۶–۲۰۰۵، ۱۲–۲۰۱۱                                                                         |
| منچستر سیتی     | ۷             | ۱۹۵۴-۵۵، ۱۹۵۵-۵۶، ۱۹۶۸-۶۹‡، ۱۹–۲۰۱۸، ۲۱–۲۰۲۰، ۲۳–۲۰۲۲، ۲۴–۲۰۲۳                                                                                 |
| لیدز یونایتد    | ۴             | ۱۹۶۴-۶۵، ۱۹۶۶-۶۷، ۱۹۶۹-۷۰، ۱۹۹۰-۹۱ |
| چلسی            | ۴             | ۹۷–۱۹۹۶، ۰۵–۲۰۰۴، ۱۵–۲۰۱۴، ۱۷–۲۰۱۶ |
| اورتون          | ۲             | ۱۹۸۴-۸۵، ۱۹۸۵-۸۶ |
| استوک سیتی      | ۲             | ۱۹۶۲-۶۳، ۱۹۷۱-۷۲ |
| ولورهمپتون      | ۲             | ۱۹۵۱-۵۲، ۱۹۵۹-۶۰ |
| پرستون          | ۲             | ۱۹۵۳-۵۴، ۱۹۵۶-۵۷ |
| بلکپول          | ۲             | ۱۹۴۷-۴۸، ۱۹۵۰-۵۱ |
| وستهام          | ۲             | ۱۹۶۳-۶۴، ۱۱–۲۰۱۰ |
| لستر سیتی       | ۱             | ۱۶–۲۰۱۵ |
| بلکبرن          | ۱             | ۹۴–۱۹۹۳ |
| شفیلد ونزدی     | ۱             | ۹۳–۱۹۹۲ |
| ایپسویچ         | ۱             | ۱۹۸۰-۸۱ |
| ناتینگهام فارست | ۱             | ۱۹۷۷-۷۸ |
| فولام           | ۱             | ۱۹۷۴-۷۵ |
| دربی کانتی      | ۱             | ۱۹۶۸-۶۹‡ |
| برنلی           | ۱             | ۱۹۶۱-۶۲ |
| لوتون تاون      | ۱             | ۱۹۵۸-۵۹ |
| بولتون          | ۱             | ۱۹۵۲-۵۳ |